# The A-Frame
The A-Frame ist ein Science-Fiction-Horror-Thriller von Calvin Lee Reeder. Die Weltpremiere des Films mit Johnny Whitworth in der Hauptrolle als Quantenphysiker, der versehentlich ein Portal zu einem subatomaren Universum öffnet und fragwürdige Experimente mit Menschen beginnt, erfolgte im Juni 2024 beim Tribeca Film Festival.

## Handlung
Der Quantenphysiker Sam hat eine Maschine entwickelt. Mit dieser bahnbrechenden Erfindung öffnet er versehentlich ein Portal zu einem subatomaren Universum. Er beginnt mit Ratten zu experimentieren und stößt dabei auf eine völlig neue Möglichkeit zur Behandlung von Krebs, die auch die moderne Humanmedizin revolutionieren könnte. 
Eine seiner Probandinnen ist die Pianistin Donna, bei der ein Osteosarkom, eine Art Knochenkrebs, in der Hand diagnostiziert wurde. Ein Arzt hatte Donna geraten, ihre Hand und einen Teil ihres Unterarms amputieren zu lassen, solange sich der Krebs noch nicht weiter ausgebreitet hat. Das würde sie jedoch beim Klavierspielen massiv einschränken und ihre Karriere beenden. Als ihr Sam eine auf seinen quantenmechanischen Theorien basierende Alternative zur Operation anbietet, schöpft sie Hoffnung. Sam kann ihr helfen, und Donna betrachtet das, was er für sie getan hat, als ein Wunder.
Sam setzt seine Versuche an weiteren Menschen fort, doch die Grenzen zwischen Wissenschaft und Ethik beginnen dabei zunehmend zu verschwimmen.

## Produktion
Regie führte Calvin Lee Reeder, der auch das Drehbuch schrieb. Es handelt sich bei The A-Frame nach The Oregonian von 2011, The Rambler von 2013 und dem Fernsehfilm Harbor Island von 2023 um seinen vierten Spielfilm. Auch wenn The A-Frame in einige extreme Richtungen gehe, habe er das Thema Krebs mit Sorgfalt und Respekt behandeln wollen, so der Regisseur.

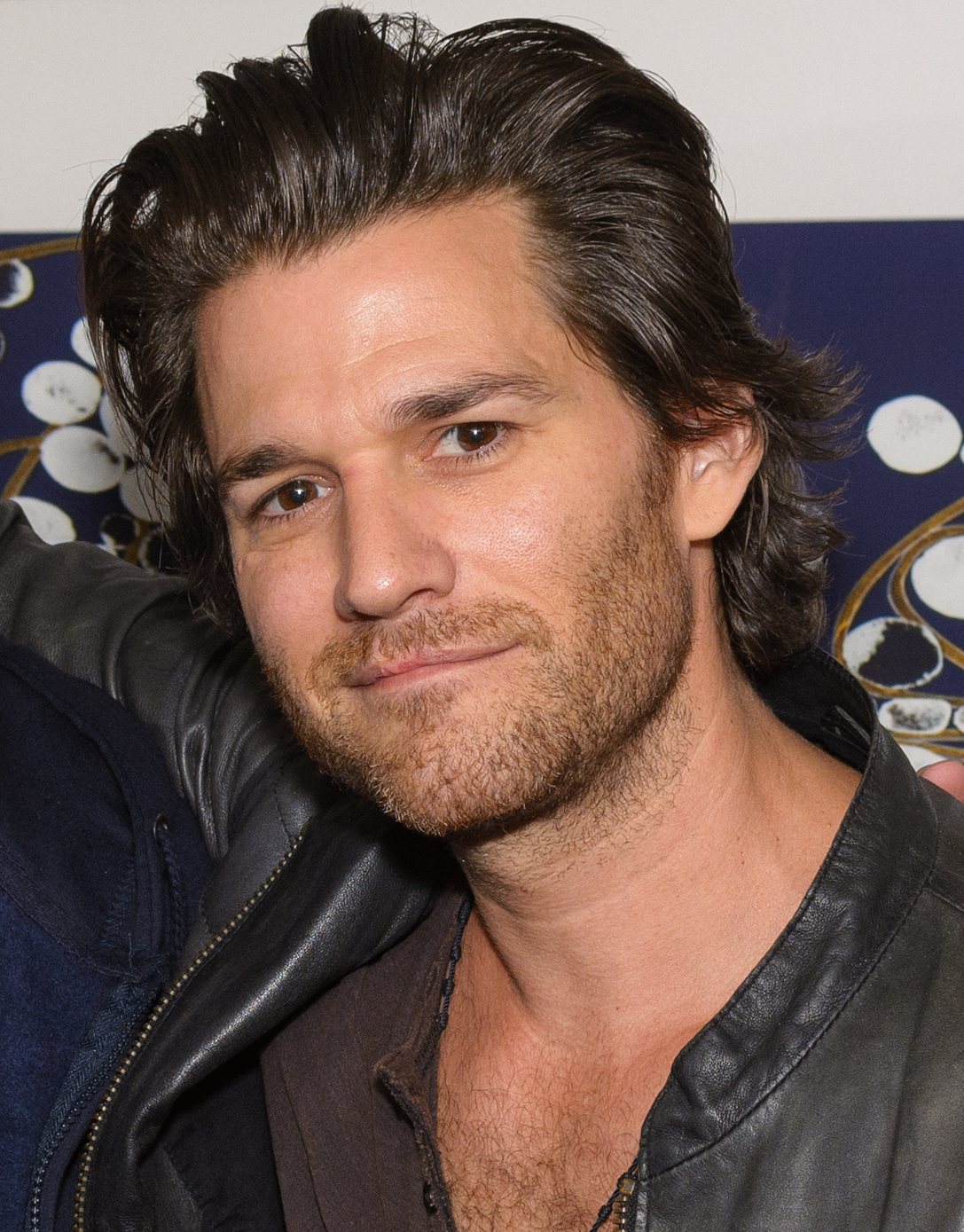
Johnny Whitworth spielt den Quantenphysiker Sam

Johnny Whitworth, bekannt aus Fernsehserien wie CSI: Miami und The 100, spielt in der Hauptrolle den Quantenphysiker Sam. In weiteren Rollen sind Dana Namerode als Sams Probandin Donna, Nik Dodani als Rishi und Laketa Caston als die Leiterin der Krebs-Selbsthilfegruppe namens Linda zu sehen.
Die Filmmusik komponierte David Wingo, der in der Vergangenheit für Filme wie Die Wahlkämpferin von David Gordon Green, Midnight Special von Jeff Nichols, Die Abenteuer von Brigsby Bär von Dave McCary und The Report von Scott Z. Burns tätig war.
Ein erster Clip wurde Ende Mai 2024 vorgestellt. Die Weltpremiere des Films fand am 7. Juni 2024 beim Tribeca Film Festival statt. Im Juli 2024 wird er beim Fantasia Film Festival gezeigt
und Ende August 2024 beim FrightFest.

## Rezeption
Von den bei Rotten Tomatoes aufgeführten Kritiken sind 80 Prozent positiv.